# Festuca parciflora
Festuca parciflora là một loài cỏ thuộc họ Poaceae.
Loài này chỉ có ở Ecuador.